# Bagrut

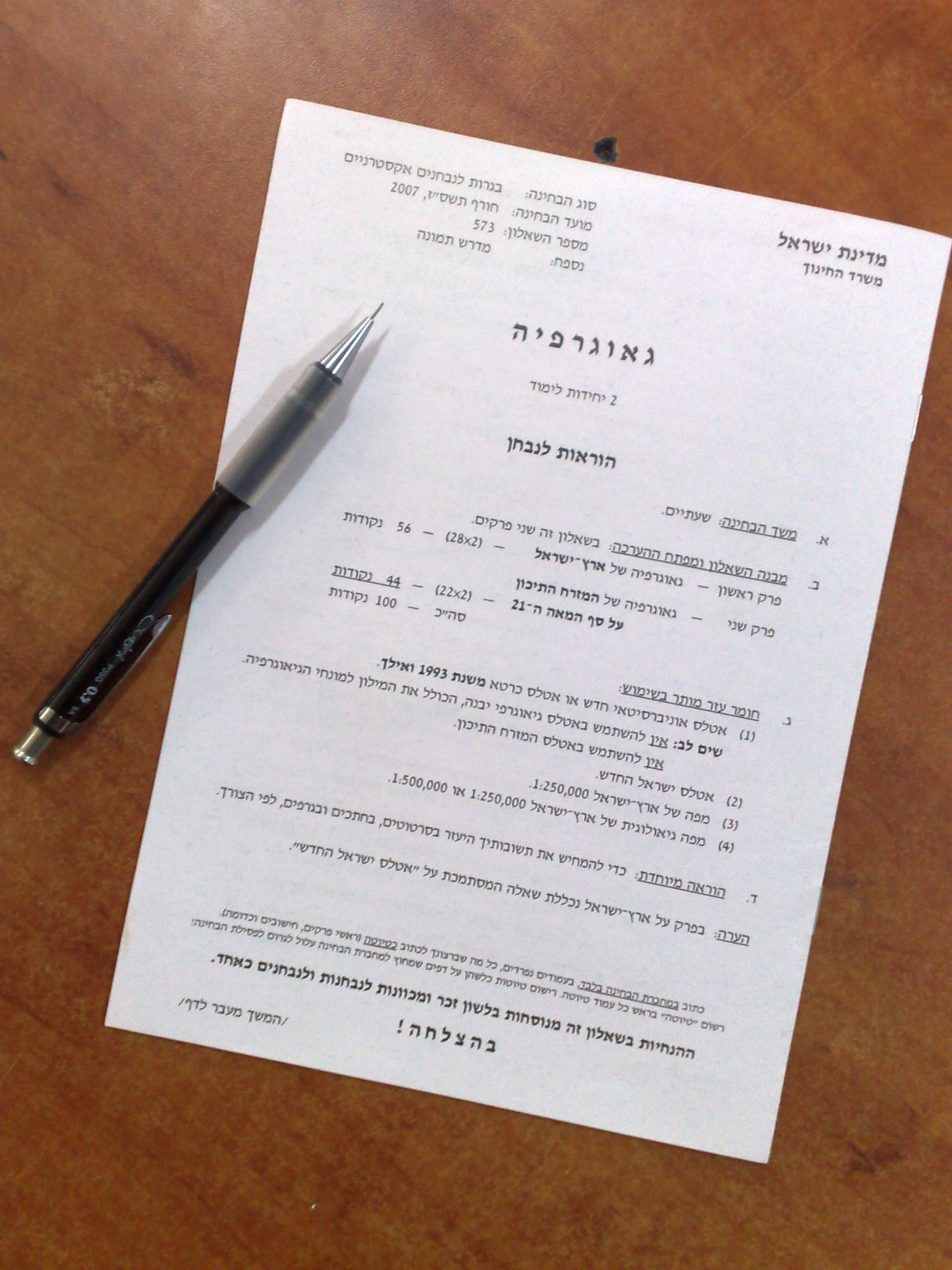
Examen de geografía en Israel.

El certificado Bagrut (en hebreo: תעודת בגרות) (transliterado: Teudat Bagrut) es un certificado que demuestra que un estudiante ha aprobado con éxito los exámenes de la escuela secundaria en Israel. Obtener el certificado Bagrut es un requisito previo para acceder a la educación superior en Israel. El certificado Bagrut se concede a los estudiantes que aprueban los exámenes escritos y orales requeridos, y consiguen una nota del 56% de por ciento o más en cada examen. El certificado Bagrut no debe confundirse con el diploma de la escuela secundaria (Tichon, en hebreo: תיכון), este es un certificado otorgado por el Ministerio de Educación de Israel, y certifica que un estudiante ha completado 12 años de estudio. Los graduados de la escuela secundaria israelí deben obtener el certificado Bagrut si quieren continuar sus estudios y tener acceso a la universidad. El término Bagrut, que significa madurez, hace referencia a la madurez académica del alumno o titular.
Los adultos que estudian para obtener el examen de Bagrut, generalmente han hecho el servicio militar en las FDI, y quieren aprobar los exámenes para recibir el certificado Bagrut, este certificado se obtiene después de completar 12 años de educación, y ofrece al estudiante la posibilidad de continuar sus estudios en las universidades de Israel. La condición para obtener la calificación, es aprobar unas pruebas escritas y orales sobre diferentes asignaturas. El contenido de las pruebas y los materiales está regulado por el Ministerio de Educación.

## Obligatoria
Cada estudiante que quiere obtener el título tiene que demostrar conocimientos en materias básicas en las ciencias y las humanidades. Los exámenes se administran entre 2 y 5 años de estudio, dependiendo del tema, y de acuerdo a las capacidades y habilidades del estudiante. Las pruebas exigidas son las siguientes:
- Gramática hebreo o árabe (en función de la lengua materna del alumno.
- Disertación hebreo o árabe
- La Biblia o escrituras (dependiendo del grupo de étnicos del estudiante). En este asunto con los aspectos científicos de la Biblia y no a los aspectos religiosos.
- Idioma Inglés - gramática, ensayo, literatura y la conversación.
- Literatura hebrea y la literatura mundial
- Matemáticas
- Ciencias Políticas y el conocimiento de las minorías étnicas
- Historia del Mundo
- Historia de Israel
- Gimnasia
- Al menos un curso electivo. Los estudiantes que deseen unirse a la ciencia de estudio o de ingeniería deben pasar exámenes en los niveles altos de las materias científicas. Hay una gran variedad de materias que se imparten en las diversas ramas de la ciencia, las humanidades, idiomas, artes y tecnología.

## Las notas de cálculo final
En general, la calificación final en cada asignatura se calcula promediando la nota en el examen externo de los nacionales bagrut sí misma en cada sujeto y el fin interna de la estudiante de la escuela en este ámbito, evaluadas por los profesores sobre la base de su rendimiento académico y su dar lugar a un enfrentamiento dentro de la escuela, en el sentido de tomar bagrut el mismo tema. Si la nota de la escuela (con un peso de 50% en promedio) es significativamente mayor que la nota fuera del Ministerio de Educación, el Ministerio podrá exigir que el estudiante tome de nuevo la legislación bagrut, e incluso decide cancelar la nota internos e incluir en la nota de la medida que el estudiante recibió en el examen externo, sin hacer la media con la ley. Sin embargo, la tendencia general de las escuelas es la gestión de los estudiantes evidencia interna más difícil que el examen externo típico.

## Opciones alternativas para el ingreso a la educación superior en Israel para estudiantes sin título bagrut

### Pruebas repetidas
Los estudiantes sin un diploma de bagrut tienen la opción de hacerlo de nuevo sin los exámenes bagrut en los años siguientes. Para ello, existe cierta limitación de edad, y es posible pasar los exámenes de forma acumulativa durante años para calificar para el ministerio de educación en Israel es a menudo deseable diploma necesario no sólo para la admisión a las universidades, pero así como requisito mínimo para muchos puestos de trabajo. Los resultados de las pruebas son válidas para la vida, y siempre es posible hacer nuevas pruebas para mejorar el grado medio de la titulación. A menudo esto es esencial, especialmente para los estudiantes que compiten por los lugares en los colegios de alta demanda, las prestigiosas universidades públicas.

### Cursos intensivos de preparación en las universidades y colegios privados
Los estudiantes que han completado la escuela secundaria sin un diploma o pasado parte bagrut sólo de los exámenes, puede tratar de ingresar a la universidad después de asistir a cursos de preparación anual rigurosa e intensiva, llamada mechine, colegios y universidades en Israel. Al final de estos cursos, los estudiantes participan en las auditorías internas de la universidad y el promedio final sirve en la misma institución en lugar de grado bagrut. Los estudiantes extranjeros sin un diploma equivalente al grado bagrut, como la francesa bachillerato o Abitur alemán, puede ser recibido por la universidad después de completar con éxito estos cursos las diferentes universidades, que también incluyen el aprendizaje de idiomas de hebreo e Inglés.

## Peso bagrut grado medio en la admisión a las universidades
En general, la nota media del título tiene un peso de 50%, DENPA la institución que el alumno desea asistir. El otro 50% de tener en cuenta la nota en la prueba de un nacional psicométricos estandarizados. Los estudiantes que habían bagrut sus niveles más altos de ciertas sustancias, como los niveles 4 o 5 en matemáticas, física, química e Inglés gana un bono significativo en el cálculo de promedio internas de las universidades en grado, dependiendo de si el asunto es esenciales para la universidad para asistir.
- Datos: Q800142
- Multimedia: Bagrut / Q800142